# Сазан
Саза́н, или обыкновенный карп (лат. Cyprinus carpio), — вид пресноводных лучепёрых рыб семейства карповых. Методом селекции получены культурные формы.
Дикие популяции сазана в естественном ареале внесены в Международную красную книгу как уязвимые, однако этот вид также был одомашнен и интродуцирован в водоёмы по всему миру и часто считается деструктивным инвазивным видом. Внесён в международный список 100 самых опасных инвазивных видов.

## Этимология
Слово «сазан» заимствовано из тюркских языков: тур., казах. sаzаn с тем же значением.

## Описание
Крупная всеядная рыба с толстым, умеренно удлинённым телом, покрытым крупной, гладкой, плотно сидящей чешуёй. Бока золотистого цвета, спина темноватая. Расцветка может изменяться в зависимости от места обитания. У основания каждой чешуйки имеется тёмное пятнышко, край чешуй окаймлён чёрной точечной полоской. Чешуй в боковой линии 32—41.
Встречаются, хотя и редко, экземпляры массой свыше 40 кг и более метра длиной.
Голова большая. Рот полунижний, выдвижной. Губы хорошо развиты. На верхней губе имеются две пары хорошо развитых коротких усов.
Спинной плавник длинный с небольшой выемкой, анальный — короткий. В спинном и анальном плавниках имеется по зазубренному колючему лучу («пилке»).

Внутри одомашненной формы европейского сазана существуют зеркальные, или королевские, карпы (Cyprinus rex cyprinorum) с очень немногочисленными рядами чрезвычайно крупных чешуй и голым остальным телом, а также кожистые карпы (Сyprinus nudus) с совершенно голой кожей.
Одомашненная форма амурского сазана — ярко окрашенные декоративные карпы кои.

## Распространение
Естественный ареал вида состоит из двух частей:
- водоёмы Понто-Каспийско-Аральского региона;
- бассейн дальневосточных рек и рек Юго-Восточной Азии, от Амура на севере до Юньнаня (Китай) и Мьянмы на юге[1].

- Акклиматизирован во многих водоёмах Средней Азии, Западной и Центральной Сибири и на Камчатке.

Существуют две формы вида — жилая и полупроходная. Первая постоянно обитает в одном водоёме, вторая — в опреснённых участках моря или озёрах, с миграцией на нерест в реки.

## Биология
Населяет тихие, стоячие или медленно текущие воды с твёрдым глинистым, слегка заиленным дном. В низовьях рек, впадающих в Чёрное море, встречается в солоноватых водах.
Кормится в местах, богатых растительной и животной пищей. Весной и в начале лета, в основном питается молодыми побегами камыша, рогоза, кубышки, рдеста и других водных растений, охотно поедает икру рано нерестящихся рыб и лягушек. Летом рацион несколько меняется — листья водных растений, хотя и входят в меню, отступают на второй план. Теперь основу питания составляют водные насекомые, черви, мелкие улитки, кубышки, линяющие раки, мелкие пиявки и т. д. Охотно также поедает моллюсков (дрейссен, мелких перловиц, катушек, прудовиков). Осенью полностью отказывается от растений и переходит на мелких водных насекомых и беспозвоночных. Питается почти без перерыва, так как относится к безжелудочным рыбам.
Мальки двухнедельного возраста питаются личинками комаров, а затем придонными организмами, обитающими в иле.
На зиму залегает в глубокие ямы, его тело покрывается толстым слоем слизи, замедляется дыхание и он прекращает питаться. С наступлением весеннего паводка покидает ямы и выходит в пойму.
Нерест в пресной и в солоноватой воде, в прибрежной зоне среди растительности. Производители подходят к нерестилищам, где скапливаются на глубинах 1,5—2 м среди зарослей растений, за 3—4 недели до нереста при прогреве воды выше 10 °С. Нерестится при температуре 18—20 °C. Нерест — групповой. Каждая группа состоит, как правило, из самки и сопровождающих её двух-пяти самцов, но зачастую не более трёх. Нерест протекает бурно. Сопровождается большим шумом, частыми всплесками. Сам нерест часто начинается после захода солнца, может длиться всю ночь до 9—10 утра. Плодовитость около 1,5 млн икринок. Икрометание порциями, с апреля по июль. Оплодотворённая икра созревает за 3—4 дня.
Местами нереста служат преимущественно самые мелководные свежезалитые прибрежные участки глубиной до 40—50 см среди зарослей прибрежной растительности. В поймах рек нерестилища представляют собой задернованные участки с развитой луговой растительностью. В водохранилищах откладывает икру и на жёсткие растения, и на нитчатые водоросли, так как задернованных нерестилищ в водохранилищах, как правило, нет. В связи с недостатком нерестовых площадей одни и те же нерестилища используются многократно.
Половая зрелость на 2—5-м году жизни. Самцы достигают половой зрелости в возрасте около трёх лет при длине тела от 29 до 36 см; самки — в три-пять лет при длине 34—45 см. Живёт до 30—35 лет, но рост прекращается в 7—8 лет, то есть основной прирост веса происходит в первую четверть жизни.
Сигнал опасности у карпов — серия тресков, издаваемых вожаком, который обнаружил врага.

## Любительская рыбная ловля
Пользуется большой популярностью у рыболовов, любителей ловли карпа называют карпятниками. Чаще всего для его ловли используют фидерную и карповую снасть, чуть реже — поплавочную, а также обычные донки.
Ловлю сазанов описывает Шолохов в романе Тихий Дон:

Взмутив воду, по колено утопая в иле, он брел вдоль музги, опускал кошелку, придавливал края ее ко дну, а затем совал внутрь кошелки руку, в ожидании, что вот-вот всплеснет и забурлит могучая рыба. Старания его увенчались успехом: ему удалось накрыть трех сазанов фунтов по десяти каждый.

## Породы для разведения в России
С учётом разнообразных климатических условий страны важное значение при выращивании карпа имеет выбор породы для разведения. Наиболее подходят для разведения те породы карпа, которые культивируют в выбранном для разведения регионе. Так, для юга России наиболее подходят краснодарский и ставропольский, для центральных и северных районов — парский, среднерусский, чувашский и ропшинский, для Западной и Восточной Сибири — сарбоянский и алтайский карпы.

## Карпы как инвазивный вид
Обыкновенный карп был завезен в 59 стран разных континентов. В отсутствие естественных хищников или коммерческого рыболовства рыбы этого вида могут значительно влиять на свою новую среду обитания из-за высокой репродуктивной способности и привычки рыться в донных отложениях в поисках пищи. Во время кормления они могут разрушать и поедать подводную растительность, нанося серьезный ущерб местным водоплавающим птицам и популяциям рыб.
Сазан в 1859 году был завезён в Австралию, где чрезвычайно размножился, и сейчас составляет более 80 процентов всей рыбной биомассы гидросистемы Муррея. Обсуждаются планы борьбы с ним с помощью герпесвируса карповых 3-го типа (CyHV-3, также известен как герпесвирус кои — KHV), угрожающий истреблением до 95 % популяции сазана в Муррее, что может спровоцировать очередную экологическую катастрофу, связанную с гниением массы погибшей рыбы.

## В аквакультуре

### Карп (блюдо)
Карп — одно из традиционных рыбных блюд в Германии и Польше на праздновании Рождества и Нового года. Существует много рецептов приготовления этой рыбы, например «карп под шубой», «голубой карп» и др. Для христиан рыба является добрым знаком, поскольку, согласно Евангелию, во время всемирного потопа ниспосланное на животных проклятие не касалось обитателей воды. В Германии карпов первыми стали разводить монахи, которые в Средние века распространили блюда из карпа как пищу во время поста. Монахи придумали разводить карпов в прудах и вывели так называемого зеркального карпа. Откармливание карпов к новогоднему и рождественскому столу начинают по традиции в День св. Петра, покровителя рыболовов (29 июня).